# Tim Young (hockey sur glace)
Pour les articles homonymes, voir Tim Young et Young.
Timothy Michael Young, dit Tim Young (né le 22 février 1955 à Scarborough, dans la province de l'Ontario au Canada) est un joueur professionnel retraité de hockey sur glace.

## Carrière
Après avoir rejoint les 67 d'Ottawa de l'Association de l'Ontario avec qui il inscrit 106 points en 69 rencontres, Tim Young se voit au cours de l'été 1974 être sélectionné en première ronde par les Whalers de la Nouvelle-Angleterre lors du repêchage amateur de l'Association mondiale de hockey. Il retourne néanmoins avec Ottawa la saison suivante et augmentant sa production de points à 163 en seulement 70 parties.
Fier de ses succès au niveau junior, il est retenu au premier tour par les Kings de Los Angeles lors du repêchage de 1975 de la Ligue nationale de hockey. Il ne reste pas longtemps membre des Kings cependant puisque, moins de deux mois plus tard, ceux-ci l'échangent aux North Stars du Minnesota. Young rejoint dès lors les North Stars et s'impose dès sa première saison comme un joueur dominant au sein de la formation.
Il atteint à sa deuxième saison dans la ligue en 1976-1977 des sommets personnel en carrière au chapitre des passes décisives avec 66 et des points avec 95. Il obtient au cours de cette même saison une invitation à participer au Match des étoiles de la LNH. Le 15 janvier 1979, il connait la meilleure partie de sa carrière alors qu'il inscrit cinq buts dans la victoire des Stars aux dépens des Rangers de New York par la marque de huit à un.
Après huit saisons dans l'uniforme des North Stars, ceux-ci l'échangent à l'été 1983 aux Jets de Winnipeg où il ne dispute qu'une saison avant de passer aux mains des Flyers de Philadelphie pour la saison 1984-1985. Au terme de cette saison, il annonce son retrait de la compétition.

## Statistiques
| Saison     | Équipe                   | Ligue      |     | Saison régulière | Saison régulière | Saison régulière | Saison régulière | Saison régulière |   | Séries éliminatoires | Séries éliminatoires | Séries éliminatoires | Séries éliminatoires | Séries éliminatoires |
| Saison     | Équipe                   | Ligue      | PJ  | B                | A                | Pts              | Pun              | PJ               | B | A                    | Pts                  | Pun                  |                      |                      |
| 1972-1973  | Lumber Kings de Pembroke | LHC Jr. A  | 55  | 41               | 40               | 81               | 148              |                  |   |                      |                      |                      |                      |                      |
| 1973-1974  | 67 d'Ottawa              | AHO        | 69  | 45               | 61               | 106              | 161              | 7                | 4 | 1                    | 5                    | 6                    |                      |                      |
| 1974-1975  | 67 d'Ottawa              | AHO        | 70  | 56               | 107              | 163              | 127              | 5                | 3 | 4                    | 7                    | 8                    |                      |                      |
| 1975-1976  | North Stars du Minnesota | LNH        | 63  | 18               | 33               | 51               | 71               |                  |   |                      |                      |                      |                      |                      |
| 1975-1976  | Nighthawks de New Haven  | LAH        | 13  | 7                | 13               | 20               | 6                |                  |   |                      |                      |                      |                      |                      |
| 1976-1977  | North Stars du Minnesota | LNH        | 80  | 29               | 66               | 95               | 58               | 2                | 1 | 1                    | 2                    | 2                    |                      |                      |
| 1977-1978  | North Stars du Minnesota | LNH        | 78  | 23               | 35               | 58               | 64               |                  |   |                      |                      |                      |                      |                      |
| 1978-1979  | North Stars du Minnesota | LNH        | 73  | 24               | 32               | 56               | 46               |                  |   |                      |                      |                      |                      |                      |
| 1979-1980  | North Stars du Minnesota | LNH        | 77  | 31               | 43               | 74               | 24               | 15               | 2 | 5                    | 7                    | 4                    |                      |                      |
| 1980       | North Stars du Minnesota | DN-Cup     | 3   | 1                | 2                | 3                | 6                |                  |   |                      |                      |                      |                      |                      |
| 1980-1981  | North Stars du Minnesota | LNH        | 74  | 25               | 41               | 66               | 40               | 12               | 3 | 14                   | 17                   | 9                    |                      |                      |
| 1981-1982  | North Stars du Minnesota | LNH        | 49  | 10               | 31               | 41               | 67               | 4                | 1 | 1                    | 2                    | 10                   |                      |                      |
| 1982-1983  | North Stars du Minnesota | LNH        | 70  | 18               | 35               | 53               | 31               | 2                | 0 | 2                    | 2                    | 2                    |                      |                      |
| 1983-1984  | Jets de Winnipeg         | LNH        | 44  | 15               | 19               | 34               | 25               | 1                | 0 | 1                    | 1                    | 0                    |                      |                      |
| 1984-1985  | Flyers de Philadelphie   | LNH        | 20  | 2                | 6                | 8                | 12               |                  |   |                      |                      |                      |                      |                      |
| 1984-1985  | Bears de Hershey         | LAH        | 49  | 19               | 29               | 48               | 56               |                  |   |                      |                      |                      |                      |                      |
| Totaux LNH | Totaux LNH               | Totaux LNH | 628 | 195              | 341              | 536              | 438              | 36               | 7 | 24                   | 31                   | 27                   |                      |                      |

## Honneur
- Invité au 30e Match des étoiles de la Ligue nationale de hockey en 1977.

## Transactions en carrière
- Repêchage AMH 1974 : réclamé par les Whalers de la Nouvelle-Angleterre (1er choix de l'équipe, 13e au total).
- Repêchage LNH 1975 : réclamé par les Kings de Los Angeles (1er choix de l'équipe, 16e au total).
- 15 août 1975 : échangé par les Kings aux North Stars du Minnesota en retour du choix de deuxième ronde des Stars au repêchage de 1976 (les Kings sélectionnent avec ce choix Steve Clippingdale).
- 3 août 1983 : échangé par les North Stars aux Jets de Winnipeg en retour de Craig Levie et Tom Ward.
- 16 octobre 1984 : échangé par les Jets aux Flyers de Philadelphie en retour de considération future.